# Energie potențială osmotică
Energia potențială osmotică sau energia gradientului de salinitate este o formă de  energie disponibilă din diferența de concentrație de sare între apa de mare și apa de râu. Este o energie regenerabilă. Două metode practice pentru acest lucru sunt electrodializa inversă (EDI) și osmoza întârziată de presiune (OÎP).
Ambele procese se bazează pe osmoza cu membrane ion-specifice. Produsul rezidual cheie este apa salmastră. Acest produs secundar este rezultatul forțelor naturale care sunt exploatate: curgerea apei dulci în apa mărilor, sărată.
Procedeele au fost confirmate în condiții de laborator. Acestea sunt dezvoltate în utilizarea comercială în Olanda (EDI) și Norvegia (OÎP). Costul membranei a fost un obstacol. Membrane noi, ieftine, din polietilenă modificată electric, au făcut ca aceste procedee să fie rentabile .
Alte metode au fost propuse și sunt în prezent în curs de dezvoltare. Printre ele, o metodă bazată pe tehnologia condensatorilor cu stratul dublu electric al lui D. Bragioli și o metodă bazată pe diferența de presiune de vapori. 
În lume, prima uzină osmotică cu o putere instalată de 4 kW a fost deschisă de Statkraft la 24 noiembrie 2009, în Tofte, Norvegia. Această uzină folosește o membrana poliimidică, și este capabilă să producă 1W / m² de membrană. Această putere se obține la 10 l pe secundă de apă care curge prin membrană la o presiune de 10 bar. Atât creșterea presiunii, precum și debitul de apă ar permite să crească puterea obținută.

## Fundamente
Exploatarea energiei osmotice e bazată  pe  "diferența de presiune osmotică între apa dulce și apa de mare".

## Metode
Statkraft a construit prima centrala osmotică prototip pe fiordul Oslo, care a fost deschis de Alteța Sa Regală Prințesa Moștenitoare Mette-Marit a Norvegiei pe 24-11-2009. Aceasta are ca scop producerea de electricitate suficientă pentru a lumina si încălzi un mic oraș pe termen de cinci ani, prin osmoză. La început va produce  4 kilowați - suficient pentru a incalzi un ceainic electric de mari dimensiuni, dar până în 2015 obiectivul este de 25 de megawați - la fel ca unei ferme eoliene de mici dimensiuni.

## Efecte ecologice posibile
Efectul ecologic principal e dat de apa salmastră rezultată.

## Vezi si
- Electroosmoză
- Salinitate